# تفهم
تفهم / تفهمی / ورشتهن (به آلمانی: Verstehen) در زمینه فلسفه آلمانی و به‌طور کلی علوم اجتماعی، از اواخر  سده نوزدهم - در زبان آلمانی و انگلیسی - با معنای خاص بررسی «تفسیری یا مشارکتی» پدیده‌های اجتماعی استفاده شده‌است. این اصطلاح ارتباط نزدیکی با کار جامعه‌شناس آلمانی ماکس وبر دارد که در تحلیل کنش اجتماعی، ضد اثبات‌گرایی را جایگزینی برای اثبات‌گرایی جامعه‌شناختی و جبرگرایی اقتصادی پیشین وضع کرد. در انسان‌شناسی «تفهم» به معنای فرایند تفسیری نظام‌مندی است که در آن ناظر بیرونی فرهنگ سعی می‌کند با دیگران ارتباط برقرار کند و معنای کنش آنها را درک نماید.
«تفهم» اکنون به عنوان مفهوم و روشی کلیدی برای رد علوم اجتماعی اثبات‌گرایی در نظر گرفته می‌شود (اگرچه به نظر می‌رسد ماکس وبر فکر می‌کند این دو می‌توانند با هم متحد شوند) «تفهم» به درک معنای کنش از دیدگاه کنشگر اشاره دارد. وارد شدن به جای دیگری است و اتخاذ این موضع پژوهشی مستلزم این است که کنشگر را به عنوان یک سوژه و نه موضوع مشاهدات خود در نظر بگیرید. همچنین بیانگر این است که برخلاف اشیاء در جهان طبیعی، کنشگران انسانی صرفاً محصول کشش و فشار نیروهای خارجی نیستند. دیده می‌شود افراد با سازماندهی درک خود از آن و معنا بخشیدن به آن، جهان را خلق می‌کنند. انجام پژوهش در مورد کنشگران بدون در نظر گرفتن معانی که آنها به اعمال یا محیط خود نسبت می‌دهند، به معنای برخورد با آنها مانند اشیاء است.

## معنا
جامعه‌شناسی تفسیری (جامعه‌شناسی تفهمی) مطالعه جامعه‌ای است که بر معانی افراد به دنیای اجتماعی خود مرتبط می‌شود. جامعه‌شناسی تفسیری می‌کوشد نشان دهد واقعیت توسط خود مردم و در زندگی روزمره‌شان ساخته می‌شود.
«تفهم» تقریباً به «درک معنی دار» یا «خود را به جای دیگران قرار دهید تا چیزها را از دید آنها ببینید» ترجمه می‌شود. جامعه‌شناسی تفسیری از سه جهت با جامعه‌شناسی اثبات‌گرایی متفاوت است:
1. برخلاف جامعه‌شناسی اثبات‌گرایی که بر کنش متمرکز است، به معنای مرتبط با رفتار می‌پردازد.
2. برخلاف جامعه‌شناسی اثبات‌گرایی که واقعیت عینی را «آنجا» می‌بیند، واقعیت را ساخته مردم می‌داند.
3. برخلاف جامعه‌شناسی اثبات‌گرایی که تمایل به استفاده از داده‌های کمّی دارد، بر داده‌های کیفی تکیه می‌کند.

## دیلتای و هرمنوتیک
«تفهم» توسط فیلسوف و  تاریخ‌نگارآلمانی، یوهان گوستاو درویزن وارد فلسفه و علوم انسانی (به آلمانی: geisteswissenschaften) شد. درایسن نخست بین طبیعت و تاریخ از نظر مقولات مکان و زمان تمایز قایل شد. روش علوم طبیعی (به آلمانی: naturwissenschaften) «تبیین» (به آلمانی: erklären) بود در حالی که روش تاریخ «درک» (تفهم) است.
مفهوم «تفهم» بعدها توسط فیلسوف آلمانی، ویلهلم دیلتای استفاده شد.
برای توصیف دیدگاه مشارکتی اول شخص که کارگزاران در مورد تجربه فردی خود و همچنین فرهنگ، تاریخ و جامعه خود دارند. به این معنا، در چارچوب نظریه و عمل «تفسیر» (آن گونه که در زمینه هرمنوتیک فهمیده می‌شود) توسعه می‌یابد و در تقابل با دیدگاه سوم شخص عینی‌ساز بیرونی «تبیین» است که در آن عاملیت انسان، ذهنیت و محصولات آن به عنوان اثرات نیروهای طبیعی غیرشخصی در علوم طبیعی و ساختارهای اجتماعی در جامعه‌شناسی تحلیل می‌شود.
فیلسوفان سده بیستم مانند مارتین هایدگر و هانس گئورگ گادامر به آن چیزی  انتقاد کرده‌اند که شخصیت رمانتیک و ذهنی «ورهابن» در دیلتای می‌دانستند، اگرچه هم دیلتای و هم هایدگر اولیه به «واقعیت» و «زمینه زندگی» تفهم علاقمند بودند و به دنبال جهانی کردن آن بودند چون روشی است که براساس آن، انسان‌ها از طریق زبان و هستی‌شناسی وجود دارند. «تفهم» همچنین در تحلیل ادموند هوسرل و آلفرد شوتس از «جهان زندگی نقش داشت.» یورگن هابرماس و کارل اتو آپل مفهوم «تفهم» را بیشتر دگرگون کردند و آن را بر اساس فلسفه استعلایی - پراگماتیک زبان و نظریه کنش ارتباطی مجدداً تدوین کردند.

## وبر و علوم اجتماعی
ماکس وبر و جورج زیمل فهم تفسیری را معرفی کردند. در جامعه‌شناسی، چیزی به معنای یک فرایند تفسیری است که در آن یک ناظر خارجی (مانند انسان‌شناس یا جامعه‌شناس)، به جای تفسیر فرهنگ مردم بومی یا خرده‌فرهنگ یک گروه بر اساس شرایط و دیدگاه خودش، با آن فرهنگ ارتباط نظام‌مند برقرار می‌کند. «تفهم» می‌تواند به معنای نوعی همدلی یا درک مشارکتی از پدیده‌های اجتماعی باشد. در اصطلاحات انسان‌شناختی، به‌ویژه توسط کسانی که تمایل به استدلال بر اساس آرمان‌های جهانی دارند، این امر گاهی به عنوان نسبی‌گرایی فرهنگی توصیف می‌شود. در جامعه‌شناسی، جنبه‌ای از رویکرد تطبیقی - تاریخی است که در آن زمینه جامعه‌ای مانند «فرانسه» سده دوازدهم می‌تواند توسط جامعه‌شناس بهتر از افرادی درک شود که در روستایی در بورگوندی زندگی می‌کنند. چنین وضعی به این موضوع مربوط می‌شود که چگونه افراد در زندگی به دنیای اجتماعی اطراف خود معنا می‌بخشند و چگونه دانشمند علوم اجتماعی به این «دیدگاه اول شخص» دسترسی پیدا کرده و ارزیابی می‌کند. این مفهوم توسط دانشمندان علوم اجتماعی بعدی، هم گسترش یافته و هم مورد انتقاد قرار گرفته‌است. طرفداران، این مفهوم را به عنوان تنها وسیله‌ای می‌ستایند که پژوهشگران از یک فرهنگ می‌توانند رفتارها را در فرهنگ دیگر بررسی و توضیح دهند. در حالی که تمرین «تفهم» در میان دانشمندان علوم اجتماعی اروپا همانند هابرماس محبوبیت بسیاری داشت، تفهم توسط تالکوت پارسونز - از پیروان آمریکایی ماکس وبر - وارد حوزه جامعه‌شناسی در ایالات متحده شد. پارسونز برای بیان نظریه کارکردگرایی ساختاری، در سال ۱۹۳۷ از این مفهوم در کتاب «ساختار کنش اجتماعی» استفاده کرد.
وبر نسبت به کارل مارکس باورهای خاص‌تری داشت، جایی که برای درک و معنای عناصر کلیدی ارزش قایل بود - نه فقط با شهود یا همدردی با فرد بلکه تفهم محصول «پژوهش سیستماتیک و دقیق» است. هدف شناسایی کنش‌های انسانی و تفسیر آنها به عنوان رویدادهای قابل مشاهده است که ما را به این باور می‌رساند که نه تنها برای اعمال فردی بلکه برای تعاملات گروهی نیز تبیین مناسبی ارائه می‌دهد. معنای دریافتی باید شامل محدودیت‌ها و قیدها باشد و انگیزه کنش را تجزیه و تحلیل کند. وبر باور داشت این ویژگی نسبت به دانشمند علوم طبیعی به جامعه‌شناس برتری می‌دهد زیرا «ما می‌توانیم چیزی را انجام دهیم که هرگز در علوم طبیعی قابل دستیابی نیست یعنی درک ذهنی از کنش افراد».

## انتقاد
منتقدان مفهوم علمی اجتماعی «تفهم» مانند میخائیل باختین و دین مک‌کانل بر این اساس مخالفت می‌کنند که برای فردی که در فرهنگی متولد شده‌است غیرممکن است که فرهنگ دیگری را به‌طور کامل درک کند و آن غرور و فخر است که تلاش شود اهمیت نمادهای فرهنگی از طریق اصطلاحات فرهنگی دیگر (به ظاهر برتر) تفسیر شود. چنین انتقادی لزوماً نمی‌گوید «تفهم» مستلزم درک «کامل» فرهنگ دیگری نیست. درست مثل علم فیزیک، دانش کلاً تقریبی است، درجه بالایی از درک بین‌فرهنگی بسیار ارزشمند است. به نظر می‌رسد نقطه مقابل «تفهم»، ناآگاهی از همه چیز است، بجز آنچه که بلافاصله قابل مشاهده است، ما قادر به درک هیچ زمان و مکانی جز زمان خودمان نخواهیم بود. با این حال، سطح معینی از درک تفسیری برای محیط فرهنگی ما ضروری است و به راحتی می‌توان استدلال کرد حتی شریک کامل در یک فرهنگ هم آن را از هر نظر به‌طور کامل درک نمی‌کند.
منتقدان همچنین بر این باورند وظیفه جامعه‌شناس این است که فقط افراد و کارهایی که مردم انجام می‌دهند را مشاهده نکند بلکه در دنیای معنایی آن‌ها سهیم باشد و بفهمد چرا آن گونه رفتار می‌کنند. افکار و احساسات ذهنی که در علوم به عنوان سوگیری در نظر گرفته می‌شوند، جنبه مهمی است که باید هنگام انجام پژوهش‌های جامعه‌شناختی کنترل شود.